# 石磊溪
石磊溪（泰雅語：gong Quri），位在新竹縣尖石鄉玉峰村，為大漢溪上游玉峰溪的右側小溪流，流經石磊國小東側。著名景點包括馬里光國家自然步道、抬耀瀑布等。